# ГЕС Аконкагуа
ГЕС Аконкагуа (ісп. Aconcagua) — гідроелектростанція в центральній частині Чилі у регіоні Вальпараїсо (V регіон). Знаходячись між ГЕС Hornitos (вище по течії) та ГЕС Los Quilos, входить до складу каскаду у сточищі річки Аконкагуа, яка впадає в Тихий океан за два десятки кілометрів на північ від Вальпараїсо.
Забір ресурсу для роботи станції відбувається одразу з обох витоків річки Аконкагуа — правого Juncal (на якому й працює згадана вище ГЕС Hornitos) і лівого Бланко. Дериваційна траса від першого водозабору прямує через гірський масив правобережжя Juncal, а потім Аконкагуа. Вона має протяжність понад 8 км та включає канали, кульверти і тунель довжиною 2,2 км. Деривація з Бланко відбувається через її лівобережний масив, а щоб досягнути машинного залу траса перетинає Аконкагуа на завершальній ділянці напірного водоводу. Загальна довжина системи на цьому напрямку становить близько 9 км, у тому числі понад 7 км тунелю.
Машинний зал обладнали двома турбінами типу Пелтон: одна потужністю 53 МВт працює на ресурсі із Бланко, друга з показником 29 МВт на воді з Юнкал. Напір при цьому сягає 654,3 метра (за іншими даними — 680 метрів), а виробництво у 2013 році становило 308 млн кВт-год електроенергії.
Відпрацьована вода відводиться в дериваційний тунель до наступної ГЕС Los Quilos.